# Nikaragva
Nikaragva, uradno Republika Nikaragva (špansko República de Nicaragua), je največja država v Srednji Ameriki, ki na severu meji na Honduras, Karibe na vzhodu, Kostariko na jugu in Tihi ocean na zahodu. Managua je glavno in največje mesto države. Od leta 2015 je bilo ocenjeno, da je tretje največje mesto v Srednji Ameriki. Šestmilijonsko več etnično prebivalstvo Nikaragve vključuje prebivalce mesticev, domorodcev, evropske in afriške dediščine. Glavni jezik je španščina. Staroselska plemena na Moskitski obali govorijo svoje jezike in angleščino.
Regijo, ki je bila prvotno naseljena z različnimi avtohtonimi kulturami že od antičnih časov, je v 16. stoletju osvojil Španski imperij. Nikaragva se je od Španije osamosvojila leta 1821. Moskitska obala je sledila drugačni zgodovinski poti, saj so jo v 17. stoletju kolonizirali Angleži in kasneje prišla pod britansko oblast. Leta 1860 je postala avtonomno ozemlje Nikaragve, njen najsevernejši del pa je bil leta 1960 prenesen na Honduras. Od svoje neodvisnosti je Nikaragva prestala obdobja političnih nemirov, diktature, okupacije in fiskalne krize, vključno z nikaragovsko revolucijo v 60. in 70. letih 20. stoletja ter Kontra revolucijo iz 1970-ih.
Mešanica kulturnih tradicij je ustvarila veliko raznolikost v folklori, kulinariki, glasbi in literaturi, zlasti slednji, glede na literarne prispevke nikaragovskih pesnikov in pisateljev, kot je Rubén Darío. Znana kot »dežela jezer in vulkanov« je Nikaragva tudi dom biosfernega rezervata Bosawás, drugega največjega deževnega gozda v Ameriki. Zaradi biotske raznovrstnosti, toplega tropskega podnebja in aktivnih vulkanov je Nikaragva vse bolj priljubljena turistična destinacija. Nikaragva je soustanovila Združene narode in je tudi članica Gibanja neuvrščenih, Organizacije ameriških držav, Bolivarske zveze za narode naše Amerike (Alba) in Skupnosti Latinske Amerike in karibskih držav.

## Etimologija
Obstajata dve prevladujoči teoriji o tem, kako je nastalo ime Nicaragua. Prvi je, da so si ime skovali španski kolonisti na podlagi imena Nicarao, ki je bil poglavar ali cacique močnega domorodnega plemena, na katerega je naletel španski konkvistador Gil González Dávila med svojim vstopom v jugozahodno Nikaragvo leta 1522. Ta teorija meni, da je bilo ime Nicaragua sestavljeno iz Nicarao in agua (špansko za 'voda'), kar se nanaša na dejstvo, da sta v državi dve veliki jezeri in več drugih vodnih teles. Vendar pa je bilo od leta 2002 ugotovljeno, da je pravo ime cacique Macuilmiquiztli, kar je v jeziku nahuatl pomenilo 'Pet smrti' in ne Nicarao.
Druga teorija pravi, da ime države izvira iz katere koli od naslednjih besed nahuatl: nic-anahuac, kar je pomenilo 'Anahuac je prišel tako daleč' ali 'Nahuajci so prišli tako daleč' ali 'tisti, ki prihajajo iz Anahuaca so prišli tako daleč' ; nican-nahua, kar je pomenilo 'tu so Nahua'; ali nic-atl-nahuac, kar je pomenilo 'tukaj ob vodi' ali 'obdan z vodo'.

## Zgodovina

### Predkolumbovska zgodovina
Paleoameričani so prvi naselili območje, ki je danes znano kot Nikaragva, že leta 12.000 pred našim štetjem. V kasnejših predkolumbovskih časih so bili avtohtoni prebivalci Nikaragve del vmesnega območja med mezoameriško in andsko kulturno regijo ter pod vplivom istmo-kolumbovskega območja.:33 Osrednjo regijo Nikaragve in njeno karibsko obalo so naseljevale etnične skupine, ki govorijo makro-čibčansko, kot so Miskito, Rama, Mayangna in Matagalpas. Združili so se v Srednji Ameriki in se selili v in iz današnje severne Kolumbije in bližnja območja. Prehranjevali so se predvsem z lovom in nabiralništvom, pa tudi z ribolovom in poljedelstvom.:65
Konec 15. stoletja je zahodno Nikaragvo poseljevalo več staroselcev, ki so bili po kulturi povezani z mezoameriškimi civilizacijami Aztekov in Majev, po jeziku pa z mezoameriškim jezikovnim območjem. Chorotega so bile etnične skupine, ki so govorile mangue in so prispele v Nikaragvo iz današnje mehiške zvezne države Chiapas nekje okoli leta 800 n. št. Ljudstvo Nicarao je bilo veja plemena Nahuas, ki je govorilo narečje Nawat in je prav tako prišlo iz Chiapasa okoli leta 1200 n. št. Pred tem so bili Nicaraos povezani s tolteško civilizacijo. Tako Chorotegas kot Nicaraos izvirajo iz mehiške doline Cholula in so migrirali proti jugu. Tretja skupina, Subtiabas, je bilo oto-manguejsko ljudstvo, ki se je preselilo iz mehiške zvezne države Guerrero okoli leta 1200 n. št. Poleg tega so bile v Nikaragvi s trgovino povezane kolonije, ki so ustanovili Azteki v 14. stoletju.

### Špansko obdobje (1523–1821)
Leta 1502 je Krištof Kolumb na svojem četrtem potovanju postal prvi Evropejec, za katerega je znano, da je dosegel današnjo Nikaragvo, ko je plul jugovzhodno proti Panamski ožini. Kolumb je raziskoval Moskitsko obalo ob atlantski strani Nikaragve, vendar ni naletel na avtohtono ljudstvo. 20 let pozneje so se Španci vrnili v Nikaragvo, tokrat v njen jugozahodni del. Nikaragvo je prvi poskusil osvojiti konkvistador Gil González Dávila, ki je prispel v Panamo januarja 1520. Leta 1522 se je González Dávila podal na območje, ki je kasneje postalo departma Rivas v Nikaragvi. Tam je naletel na staroselsko pleme Nahua, ki ga je vodil poglavar Macuilmiquiztli, čigar ime se je včasih napačno imenovalo Nicarao ali Nicaragua. Glavno mesto plemena je bila Quauhcapolca. González Dávila se je pogovarjal z Macuilmiquiztlijem zahvaljujoč dvema domorodnima tolmačema, ki sta se naučila špansko in ju je pripeljal s seboj. Po raziskovanju in zbiranju zlata v rodovitnih zahodnih dolinah so González Dávila in njegovi možje napadli in pregnali Chorotega, ki jih je vodil poglavar Diriangén. Španci so poskušali spreobrniti plemena v krščanstvo; Macuilmiquiztlijevo pleme je bilo krščeno, vendar je bil Diriangén odkrito sovražen do Špancev. Zahodna Nikaragva, na pacifiški obali, je postala pristanišče in ladjedelniški objekt za galeone, ki so pluli po vodah med Manilo na Filipinih in Acapulcom v Mehiki.
Prve španske stalne naselbine so bile ustanovljene leta 1524. Tistega leta je konkvistador Francisco Hernández de Córdoba ustanovil dve glavni nikaragovski mesti: Granado ob jezeru Nikaragva in nato León, zahodno od jezera Managua. Córdoba je kmalu zgradila obrambo za mesta in boril proti vdorom drugih konkvistadorjev. Córdoba je bil kasneje javno obglavljen, ker se je uprl svojemu nadrejenemu Pedru Ariasu Dávili. Córdobova grobnica in ostanki so bili odkriti leta 2000 v ruševinah León Viejo.

### Neodvisna Nikaragva od 1821 do 1909
Akt o neodvisnosti Srednje Amerike je septembra 1821 razpustil generalno kapitanijo Gvatemale in Nikaragva je kmalu postala del Prvega mehiškega imperija. Julija 1823, po strmoglavljenju mehiške monarhije marca istega leta, se je Nikaragva pridružila novoustanovljenim Združenim provincam Srednje Amerike, državi, pozneje znani kot Zvezna republika Srednje Amerike. Nikaragva je leta 1838 dokončno postala neodvisna republika.
Za prva leta neodvisnosti je bilo značilno rivalstvo med liberalno elito Leóna in konservativno elito Granade, ki se je pogosto sprevrglo v državljansko vojno, zlasti v 40. in 50. letih 19. stoletja. Managua je leta 1852 dosegla nesporno premoč kot glavno mesto države, da bi ublažila rivalstvo med obema sprtima mestoma. Po začetku (1848) kalifornijske zlate mrzlice je Nikaragva zagotovila pot za potnike iz vzhodnih Združenih držav, da so potovali v Kalifornijo po morju, preko reke San Juan in Nikaragovskega jezera. Povabili so jih liberalci leta 1855 da bi se pridružil njihovemu boju proti konservativcem, se je ameriški pustolovec in filibuster William Walker po izvedbi farsičnih volitev leta 1856 postavil za predsednika Nikaragve; njegovo predsedovanje je trajalo manj kot eno leto. Vojaške sile Kostarike, Hondurasa, Salvadorja, Gvatemale in same Nikaragve so se leta 1857 združile, da bi pregnale Walkerja iz Nikaragve, kar je prineslo tri desetletja konservativne vladavine.
Velika Britanija, ki je Moskitsko obalo zahtevala kot protektorat od leta 1655, je to območje leta 1859 dodelila Hondurasu, preden ga je leta 1860 prenesla na Nikaragvo. Moskitska obala je ostala avtonomno območje do leta 1894. José Santos Zelaya, predsednik Nikaragve od 1893 do 1909 se je pogajal o vključitvi Moskitske obale v Nikaragvo. V njegovo čast je regija postala Departma Zelaya.
V poznem 19. stoletju so Združene države in številne evropske sile razmišljale o različnih načrtih za povezavo Tihega oceana z Atlantikom z izgradnjo prekopa čez Nikaragvo.

### Okupacija Združenih držav (1909–1933)
Leta 1909 so ZDA podprle sile, ki so se uprle predsedniku Zelayi. Motivi ZDA so vključevali razlike glede predlaganega Nikaragovskega prekopa, potencial Nikaragve za destabilizacijo regije in Zelayine poskuse, da bi uredil tuji dostop do nikaragovskih naravnih virov. 18. novembra 1909 so bile ameriške vojaške ladje poslane na območje, potem ko je bilo po ukazu Zelaye usmrčenih 500 revolucionarjev (vključno z dvema Američanoma). ZDA so intervencijo utemeljile s trditvijo, da ščitijo življenja in lastnino ZDA. Zelaya je kasneje istega leta odstopil.
Avgusta 1912 je predsednik Nikaragve Adolfo Díaz od vojnega sekretarja generala Luisa Mene zahteval odstop zaradi strahu, da vodi upor. Mena je pobegnil iz Manague s svojim bratom, načelnikom policije Manague, da bi začel upor. Potem ko so Menine čete zajele parne čolne ameriškega podjetja, je ameriška delegacija prosila predsednika Díaza, naj zagotovi varnost ameriških državljanov in lastnine med uporom. Odgovoril je, da ne more, in prosil ZDA, naj posredujejo v konfliktu.
Ameriški marinci so okupirali Nikaragvo od leta 1912 do 1933, razen v devetmesečnem obdobju, ki se je začelo leta 1925. Leta 1914 je bila podpisana pogodba Bryan–Chamorro, ki je ZDA dala nadzor nad predlaganim prekopom prek Nikaragve, kot tudi najemnine za morebitno obrambo kanalov. Po odhodu ameriških marincev je še en nasilen spopad med liberalci in konservativci leta 1926 povzročil vrnitev ameriških marincev.
Od leta 1927 do 1933 je uporniški general Augusto César Sandino vodil dolgotrajno gverilsko vojno proti režimu in nato proti ameriškim marincem, s katerimi se je boril več kot pet let. Ko so Američani leta 1933 odšli, so ustanovili Guardia Nacional (nacionalna garda), združeno vojaško in policijsko silo, ki so jo izurili in opremili Američani in je bila zasnovana tako, da je zvesta interesom ZDA.
Ko so se ameriški marinci januarja 1933 umaknili iz Nikaragve, sta Sandino in novoizvoljena administracija predsednika Juana Bautiste Sacase dosegla dogovor, da bo Sandino prenehal s svojimi gverilskimi dejavnostmi v zameno za amnestijo, dodelitev zemlje za kmetijsko kolonijo in ohranitev oboroženega skupina 100 mož za eno leto. Vendar pa je Somoza García zaradi naraščajoče sovražnosti med Sandinom in direktorjem nacionalne garde Anastasio Somoza García ter strahu pred oboroženim nasprotovanjem Sandina ukazal njegov atentat. Sacasa je Sandina povabil na večerjo in na podpis mirovne pogodbe v predsedniški hiši v noči na 21. februar 1934. Ko je zapustil predsedniško hišo, so Sandinov avto ustavili vojaki nacionalne garde in ga ugrabili. Kasneje tisto noč so Sandina umorili vojaki nacionalne garde. Kasneje je bilo umorjenih na stotine moških, žensk in otrok iz Sandinove kmetijske kolonije.

### Dinastija Somoza (1927–1979)
Nikaragva je doživela več vojaških diktatur, najdaljša je bila dedna diktatura družine Somoza, ki je v 20. stoletju vladala 43 zaporednih let. Družina Somoza je prišla na oblast kot del pakta, ki so ga sklenile ZDA leta 1927 in je določil ustanovitev Guardia Nacional, ki je nadomestila marince, ki so dolgo vladali v državi. Somoza García je počasi odstranil častnike v nacionalni gardi, ki bi mu lahko stali na poti, nato pa odstavil Sacaso in 1. januarja 1937 postal predsednik na prirejenih volitvah.
Leta 1941, med drugo svetovno vojno, je Nikaragva napovedala vojno Japonski (8. decembra), Nemčiji (11. decembra), Italiji (11. decembra), Bolgariji (19. decembra), Madžarski (19. decembra) in Romuniji (19. decembra). Le Romunija se je odzvala in še isti dan (19. decembra 1941) Nikaragvi napovedala vojno. Noben vojak ni bil poslan v vojno, vendar je Somoza García zaplenil lastnino nemških prebivalcev Nikaragve. Leta 1945 je bila Nikaragva med prvimi državami, ki so ratificirale Ustanovno listino Združenih narodov.
29. septembra 1956 je Rigoberto López Pérez, 27-letni liberalni nikaragovski pesnik, ustrelil Somozo Garcío. Luisa Somozo Debayla, najstarejšega sina pokojnega predsednika, je kongres imenoval za predsednika in uradno prevzel vodenje države. Nekateri se ga spominjajo kot zmernega, a je po le nekaj letih na oblasti umrl zaradi srčnega infarkta. Njegov naslednik na mestu predsednika je bil René Schick Gutiérrez, na katerega je večina Nikaragovcev gledala »kot na marioneto družine Somoza«. Najmlajši sin Somoze Garcíe, Anastasio Somoza Debayle, pogosto imenovan preprosto 'Somoza', je leta 1967 postal predsednik.
Potres leta 1972 je uničil skoraj 90 % mesta Managua, vključno z večino infrastrukture. Namesto da bi Somoza pomagal pri obnovi mesta, je črpal denar za pomoč. Nepravilno ravnanje z denarjem pomoči je tudi spodbudilo zvezdnika Pittsburgh Pirates Roberta Clementeja, da je 31. decembra 1972 osebno odletel v Managuo, vendar je med potjo umrl v letalski nesreči. Celo gospodarska elita ni bila naklonjena podpori Somoze, saj je pridobil monopol v panogah, ki so bile ključne za obnovo naroda.
Družina Somoza je bila med nekaj družinami ali skupinami vplivnih podjetij, ki so izkoristile večino koristi rasti države od 1950 do 1970. Ko so Sandinisti leta 1979 odstavili Somozo, je bilo premoženje družine ocenjeno na 500 milijonov dolarjev in 1,5 milijarde dolarjev.

### Nikaragovska revolucija (1960–1990)
Leta 1961 se je Carlos Fonseca ozrl nazaj k zgodovinski osebnosti Sandina in skupaj z dvema drugima osebama (eden od njih je bil domnevno Casimiro Sotelo, ki je bil pozneje umorjen) ustanovil Sandinistično narodno osvobodilno fronto (FSLN). Po potresu leta 1972 in Somozini očitni korupciji so rede sandinistov preplavili mladi nezadovoljni Nikaragovci, ki niso imeli več česa izgubiti.
Decembra 1974 je skupina FSLN v poskusu ugrabitve ameriškega veleposlanika Turnerja Sheltona zadržala nekaj udeležencev zabave v Managui (potem ko je ubila gostitelja, nekdanjega ministra za kmetijstvo Joseja Mario Castilla), dokler vlada Somozana ni izpolnila njihovih zahtev po velikem odkupnino in brezplačen prevoz na Kubo. Somoza je to odobril, nato pa je poslal svojo nacionalno gardo na podeželje, da bi poiskala ugrabitelje, ki so jih nasprotniki ugrabitve opisali kot "teroriste".
10. januarja 1978 je bil umorjen Pedro Joaquín Chamorro Cardenal, urednik nacionalnega časopisa La Prensa in goreč nasprotnik Somoze. Načrtovalci in izvajalci umora naj bi bili na najvišjih položajih Somozinega režima.
Sandinisti so s silo prevzeli oblast julija 1979, izrinili Somozo in spodbudili odselitev večine nikaragovskega srednjega razreda, bogatih veleposestnikov in strokovnjakov, od katerih so se mnogi naselili v Združenih državah. Carterjeva administracija se je odločila sodelovati z novo vlado, hkrati pa je dodala določbo o zaplembi pomoči, če se ugotovi, da pomaga upornikom v sosednjih državah. Somoza je pobegnil iz države in na koncu končal v Paragvaju, kjer je bil septembra 1980 umorjen s strani članov Argentinske revolucionarne delavske stranke.
Leta 1980 je Carterjeva administracija zagotovila 60 milijonov dolarjev pomoči Nikaragvi pod sandinisti, vendar je bila pomoč prekinjena, ko je administracija pridobila dokaze o pošiljkah orožja iz Nikaragve salvadorskim upornikom. Večina ljudi se je postavila na stran Nikaragve proti sandinistom. Kot odgovor na prihod sandinistov na oblast so bile ustanovljene različne uporniške skupine, znane kot »kontrasi«, ki so nasprotovale novi vladi. Reaganova administracija je pooblastila Cio, da pomaga upornikom Contra s financiranjem, orožjem in usposabljanjem. Kontrasi so delovali iz taborišč v sosednjih državah Hondurasa na severu in Kostarike na jugu.
Sodelovali so v sistematični kampanji terorja med podeželskimi prebivalci Nikaragve, da bi prekinili projekte socialnih reform sandinistov. Več zgodovinarjev je kritiziralo kampanjo Contras in podporo Reaganove administracije Contrasom, pri čemer so navedli brutalnost in številne kršitve človekovih pravic Contrasov. LaRamee in Polakoff na primer opisujeta uničenje zdravstvenih domov, šol in zadrug v rokah upornikov, drugi pa trdijo, da so se umori, posilstva in mučenje zgodili v velikem obsegu na območjih, kjer so prevladovali kontradiktorji. ZDA so izvedle tudi kampanjo gospodarske sabotaže in motile ladijski promet s postavitvijo podvodnih min v nikaragovskem pristanišču Corinto, kar je Meddržavno sodišče obsodilo kot nezakonito. Sodišče je tudi ugotovilo, da so ZDA spodbujale dejanja, ki so v nasprotju s humanitarnim pravom, s tem, da so pripravile priročnik Psychological Operations in Guerrilla Warfare in ga razširjale Contrasom. Priročnik je med drugim svetoval, kako racionalizirati poboje civilistov. ZDA so prav tako poskušale izvajati gospodarski pritisk na sandiniste in Reaganova administracija je uvedla popoln trgovinski embargo.
Sandinisti so bili tudi obtoženi kršitev človekovih pravic, vključno z mučenjem, izginotji in množičnimi usmrtitvami. Medameriška komisija za človekove pravice je preiskovala zlorabe s strani sandinističnih sil, vključno z usmrtitvijo 35 do 40 Miskitov decembra 1981 in usmrtitvijo 75 ljudi novembra 1984.
Na splošnih volitvah v Nikaragvi leta 1984, ki jih je vsaj ena gostujoča 30-članska delegacija predstavnikov nevladnih organizacij ocenila kot svobodne in poštene, so sandinisti zmagali na parlamentarnih volitvah, njihov voditelj Daniel Ortega pa na predsedniških volitvah. Reaganova administracija je kritizirala volitve kot 'prevaro' na podlagi trditve, da Arturo Cruz, kandidat, ki ga je imenovala Coordinadora Democrática Nicaragüense, ki sestavljajo tri desničarske politične stranke, ni sodeloval na volitvah. Vendar pa je administracija zasebno nasprotovala Cruzovi udeležbi zaradi strahu, da bi njegova vpletenost legitimizirala volitve in s tem oslabila argumente za ameriško pomoč Kontrasom. Po besedah Martina Krieleja so bili rezultati volitev prirejeni.
Leta 1983 je ameriški kongres prepovedal zvezno financiranje Contrasov, vendar jih je Reaganova administracija nezakonito še naprej podpirala s prikrito prodajo orožja Iranu in usmerjanjem dobička Contrasom v aferi Iran–Contras, za katero je sodelovalo več članov Reaganove administracije. obsojen kaznivih dejanj. Meddržavno sodišče je v zvezi s primerom Nikaragva proti Združenim državam leta 1986 ugotovilo, da so bile »Združene države Amerike dolžne povrniti Republiki Nikaragvi vso škodo, povzročeno Nikaragvi zaradi nekaterih kršitev obveznosti po običajnem mednarodnem pravu in pogodbenem pravu, ki so jih prevzele Združene države Amerike«. Med vojno med kontrasi in sandinisti je bilo ubitih 30.000 ljudi.

### Po vojni (1990–danes)
Na splošnih volitvah v Nikaragvi leta 1990 je koalicija protisandinističnih strank (z levega in desnega političnega spektra) pod vodstvom Violete Chamorro, vdove Pedra Joaquína Chamorra Cardenala, premagala sandiniste. Poraz je šokiral sandiniste, ki so pričakovali zmago.
Izhodne ankete Nikaragovcev so pokazale, da je Chamorro zmagala nad Ortego s 55-odstotno večino. Chamorro je bila prva predsednica Nikaragve. Ortega je obljubil, da bo vladal desde abajo (od spodaj).  Chamorro je prišla na položaj z gospodarstvom v ruševinah, predvsem zaradi finančnih in socialnih stroškov vojne nasprotnikov z vlado pod vodstvom sandinistov. Na naslednjih volitvah, splošnih volitvah v Nikaragvi leta 1996, so Daniel Ortega in sandinisti iz FSLN spet izgubili, tokrat proti Arnoldu Alemánu iz Ustavno liberalne stranke (PLC).
Na volitvah leta 2001 je PLC ponovno premagal FSLN, nasledil pa ga je Alemánov podpredsednik Enrique Bolaños. Vendar pa je bil Alemán leta 2003 obsojen na 20 let zapora zaradi poneverbe, pranja denarja in korupcije; liberalni in sandinistični člani parlamenta so skupaj odvzeli predsedniška pooblastila predsedniku Bolañosu in njegovim ministrom ter ga pozvali k odstopu in mu grozili z obtožbo. Sandinisti so rekli, da ne podpirajo več Bolañosa, potem ko je ameriški državni sekretar Colin Powell rekel Bolañosu, naj se distancira od FSLN. Ta »počasen državni udar« je bil delno preprečen s pritiskom srednjeameriških predsednikov, ki so obljubili, da ne bodo priznali nobenega gibanja, ki bi odstranilo Bolañosa; ukrepu so nasprotovale tudi ZDA, OAS in Evropska unija.
Državna skupščina je pred splošnimi volitvami 5. novembra 2006 sprejela zakon, ki dodatno omejuje splav v Nikaragvi. Posledično je Nikaragva ena od petih držav na svetu, kjer je splav brez izjem nezakonit. Zakonodajne in predsedniške volitve so potekale 5. novembra 2006. Ortega se je vrnil na predsedniški položaj s 37,99 % glasov. Ta odstotek je bil dovolj za popolno zmago na predsedniškem položaju zaradi spremembe volilne zakonodaje, ki je znižala odstotek, ki je zahteval drugi krog volitev, s 45 % na 35 % (s 5 % prednostjo zmage). Na splošnih volitvah v Nikaragvi leta 2011 je bil Ortega ponovno izvoljen s prepričljivo zmago in 62,46 % glasov. Leta 2014 je državni zbor odobril spremembe ustave, ki Ortegi omogočajo, da kandidira za tretji zaporedni mandat.
Novembra 2016 je bil Ortega izvoljen za svoj tretji zaporedni mandat (njegov skupno četrti). Mednarodno spremljanje volitev je bilo sprva prepovedano, zaradi česar je bila veljavnost volitev sporna, vendar je bilo opazovanje OAS napovedano oktobra. Nikaragovski volilni uradniki so poročali, da je Ortega prejel 72 % glasov. Vendar pa je Široka fronta za demokracijo (FAD), ki je spodbujala bojkot volitev, trdila, da se je 70 % volivcev vzdržalo (medtem ko so volilni uradniki trdili, da jih je bilo 65,8 %).
Aprila 2018 so demonstracije nasprotovale odloku o zvišanju davkov in zmanjšanju prejemkov v državnem pokojninskem sistemu. Lokalne neodvisne tiskovne organizacije so dokumentirale najmanj 19 mrtvih in več kot 100 pogrešanih v konfliktu, ki je sledil. Novinar NPR se je pogovarjal s protestniki, ki so pojasnili, da se je prvotno vprašanje nanašalo na pokojninsko reformo, upori, ki so se razširili po vsej državi, pa odražajo številne zamere glede časa, ki ga vlada na položaju, in da je boj za predsednika Ortego in njegovo podpredsedniško ženo odstopiti. 24. april 2018 je bil dan največjega pohoda proti sandinistični stranki. 2. maja 2018 so univerzitetno-študentski voditelji javno objavili, da dajejo vladi sedem dni časa, da določi datum in uro za dialog, ki je bil ljudem obljubljen zaradi nedavnih dogodkov represije. Študentje so za isti dan napovedali še en miren protestni pohod. Od maja 2018 je bilo število smrtnih žrtev ocenjeno na 63, med njimi je bilo veliko študentskih protestnikov, skupno število ranjenih pa je bilo več kot 400. Medameriška komisija za človekove pravice je po delovnem obisku od 17. do 21. maja sprejela previdnostne ukrepe za zaščito članov študentskega gibanja in njihovih družin, potem ko so pričevanja pokazala, da je bila večina od njih zaradi svojega sodelovanja deležna nasilja in groženj s smrtjo. V zadnjem tednu maja se je več tisoč ljudi, ki obtožujejo gospoda Ortego in njegovo ženo, da se obnašata kot diktatorja, pridružilo ponovnim protivladnim shodom, potem ko so poskusi mirovnih pogovorov ostali nerešeni.

## Geografija
Nikaragva zavzema površino 130.967 km². Nikaragva ima tri ločene geografske regije: pacifiško nižavje – rodovitne doline, ki so jih naselili španski kolonisti, Cordillera de Amerrisque (severno osrednje višavje) in Moskitska obala (atlantsko nižavje/karibsko nižavje).
Nižje ravnine atlantske obale so široke na območjih 97 km. Že dolgo so jih izkoriščali zaradi njihovih naravnih virov.
Na pacifiški strani Nikaragve sta dve največji sladkovodni jezeri v Srednji Ameriki – jezero Managua in jezero Nikaragva. Ti jezeri obdajata in se proti severozahodu razprostirata vzdolž razpočne doline zaliva Fonseca, kjer so rodovitne nižinske ravnine s prstjo, ki je močno obogatena s pepelom iz bližnjih vulkanov v osrednjem višavju. Obilje biološko pomembnih in edinstvenih ekosistemov v Nikaragvi prispeva k temu, da je Mezoamerika označena kot žarišče biotske raznovrstnosti. Nikaragva si prizadeva, da bi postala manj odvisna od fosilnih goriv, in pričakuje, da bo do leta 2020 pridobila 90 % svoje energije iz obnovljivih virov. Nikaragva je bila ena redkih držav, ki na COP21 ni vstopila v INDC. Nikaragva se je sprva odločila, da se ne bo pridružila Pariškemu podnebnemu sporazumu, ker je menila, da je »potrebno veliko več ukrepanja« posameznih držav za omejevanje dviga globalne temperature. Vendar se je oktobra 2017 Nikaragva odločila, da pristopi k sporazumu. Ta sporazum je ratificirala 22. novembra 2017.
Skoraj ena petina Nikaragve je označena kot zavarovano območje, kot so narodni parki, naravni rezervati in biološki rezervati. Država je imela leta 2019 povprečno oceno indeksa celovitosti gozdne krajine 3,63/10, kar jo je uvrstilo na 146. mesto med 172 državami. Geofizično je Nikaragva obdana s Karibsko ploščo, oceansko tektonsko ploščo, ki leži pod Srednjo Ameriko in Kokosovo ploščo. Ker je Srednja Amerika glavno subdukcijsko območje, Nikaragva gosti večino Srednjeameriškega vulkanskega loka. Nikaragva je 9. junija 2021 začela novo raziskavo vulkanskega supersitea za krepitev spremljanja in nadzora 21 aktivnih vulkanov v državi.

### Podnebje
Nakaragva ima tropsko podnebje z majhnimi nihanji v temperaturi, z variacijami glede na relief in nadmorsko višino. Pasati prinašajo padavine iz severovzhoda iznad Karibskega morja. Karibska obala ima zelo vlažno podnebje skozi vse leto z močnimi pasati med decembrom in februarjem. Dež je zelo intenziven in včasih pride do poplav. To podnebje uvrščamo med morsko tropsko do zelo vlažno tropsko. Na tej strani dobijo od 2500–6000 mm padavin, na tihomorski pa med 1200–2000 mm, saj je skozi vse leto toplo in zelo suho z zelo sušnim poletnim obdobjem ter deževno sezono in visoko vlažnostjo od sredine maja do začetka novembra, vendar s kratkimi vročimi in sušnimi obdobji med junijem in julijem. Od julija do oktobra so pogosti tropski viharji.
Območje jezera ima tropsko podnebje s sušnim obdobjem med novembrom in aprilom ter zmernim dežjem med majem in oktobrom. Temperatura je običajno visoka in povprečje je vse leto okoli 33 stopinj Celzija.
Gorsko območje ima zmerno podnebje z občasnimi nevihtami s točo v deževnem obdobju.
Konec oktobra 1998 je v Srednji Ameriki divjal orkan Mitch, ki je hudo škodo povzročil tudi v Nikaragvi. Več kot 4000 ljudi je umrlo zaradi posledic poplav in zemeljskih plazov, ki jih povzroča neprekinjeno deževje. Prišlo je do izbruha epidemij.
Po katastrofi je prišlo do širokega nabora mednarodne pomoči in zavez glede pomoči. Vendar je takratna vlada pod vodstvom Alemána del sredstev uporabila za pridobitev prednosti zase in za skupine, ki so ji blizu.

### Pacifiško nižavje
Na zahodu države je ta nižina sestavljena iz široke, vroče, rodovitne nižine. To nižino ločuje več velikih vulkanov gorovja Cordillera Los Maribios, vključno z Mombachom tik pred Granado in Momotombo blizu Leóna. Nižinsko območje poteka od zaliva Fonseca do tihooceanske meje Nikaragve s Kostariko južno od Nikaragovskega jezera. Jezero Nikaragva je največje sladkovodno jezero v Srednji Ameriki (20. največje na svetu), in je dom nekaterih redkih sladkovodnih morskih psov na svetu (morski pes jezera Nikaragva (carcharhinus leucas). Regija pacifiškega nižavja je najbolj naseljena z več kot polovico prebivalstva države.
Izbruhi 40 vulkanov v zahodni Nikaragvi, od katerih so mnogi še vedno aktivni, so včasih opustošili naselja, a tudi obogatili zemljo s plastmi rodovitnega pepela. Geološka dejavnost, ki povzroča vulkanizem, povzroča tudi močne potrese. Potresi se redno pojavljajo v celotnem pacifiškem območju in potresi so več kot enkrat skoraj uničili glavno mesto Managua.
Večina pacifiškega območja je tierra caliente, 'vroča dežela' tropske španske Amerike na nadmorski višini pod 610 metrov. Temperature ostanejo skozi vse leto praktično nespremenjene, najvišje pa se gibljejo med 29,4 in 32,2 °C. Po sušnem obdobju, ki traja od novembra do aprila, se deževje začne maja in se nadaljuje do oktobra, tako da v pacifiškem nižavju pade od 1016 do 1524 milimetrov padavin. Zaradi dobre prsti in ugodnega podnebja je zahodna Nikaragva gospodarsko in demografsko središče države. Jugozahodna obala jezera Nikaragva leži 24 kilometrov od Tihega oceana. Tako sta bila jezero in reka San Juan v 19. stoletju pogosto predlagana kot najdaljši del kanalske poti čez Srednjeameriško ožino. Predlogi za prekop so bili občasno oživljeni v 20. in 21. stoletju. Približno stoletje po odprtju Panamskega prekopa je možnost nikaragovskega ekokanala še vedno zanimiva tema.
Poleg plaž in letoviških skupnosti je v pacifiškem nižavju večina španske kolonialne arhitekture in artefaktov Nikaragve. Mesta, kot sta León in Granada, so bogata s kolonialno arhitekturo; Granada, ustanovljena leta 1524, je najstarejše kolonialno mesto v Ameriki.

### Severno osrednje višavje (Cordillera de Amerrisque)
Severna Nikaragva je najbolj raznolika regija, ki proizvaja kavo, govedo, mlečne izdelke, zelenjavo, les, zlato in rože. Njegovi obsežni gozdovi, reke in geografija so primerni za ekoturizem.
Osrednje višavje je bistveno manj poseljeno in gospodarsko razvito območje na severu, med Nikaragvskim jezerom in Karibi. V višavju med 610 in 1524 metri, ki tvori državo tierra templada ali »zmerno deželo«, uživajo blage temperature z dnevnimi najvišjimi temperaturami od 23,9 do 26,7 °C. Ta regija ima daljšo in bolj vlažno deževno dobo kot pacifiško nižavje, zaradi česar je erozija problem na strmih pobočjih. Za celotno območje so značilni razgiban teren, slaba prst in nizka gostota prebivalstva, vendar so severozahodne doline rodovitne in dobro poseljene.
Območje ima hladnejše podnebje od pacifiškega nižavja. Približno četrtina državnega kmetijstva poteka v tej regiji, kava pa se goji na višjih pobočjih. Hrastov, borovcev, mahu, praproti in orhidej je v oblačnih gozdovih v regiji veliko.
Ptičje življenje v gozdovih osrednje regije vključuje sijajne kvecale, zlatovčice, kolibrije, šoje in tukane.

### Karibsko nižavje
To veliko deževno gozdno območje odmaka več velikih rek in je redko poseljeno. Območje obsega 57 % ozemlja države in večino mineralnih virov. Bilo je močno izkoriščano, vendar je ostalo veliko naravne raznolikosti. Rio Coco je največja reka v Srednji Ameriki; tvori mejo s Hondurasom. Karibska obala je veliko bolj vijugasta kot njena na splošno ravna pacifiška obala; zaradi lagun in delt je zelo nepravilna.
Nikaragvski biosferni rezervat Bosawás je v atlantskem nižavju, katerega del je v občini Siuna; varuje 7300 kvadratnih kilometrov gozda La Mosquitia – skoraj 7 % površine države – zaradi česar je največji deževni gozd severno od Amazonije v Braziliji.
Občine Siuna, Rosita in Bonanza, znane kot 'rudarski trikotnik', so v regiji, znani kot avtonomna regija severnokaribske obale, v Karibskem nižavju. Bonanza še vedno vsebuje aktiven rudnik zlata v lasti HEMCO. Siuna in Rosita nimata aktivnih rudnikov, vendar je iskanje zlata v regiji še vedno zelo pogosto.
Tropska vzhodna obala Nikaragve se zelo razlikuje od preostale države. Podnebje je pretežno tropsko, z visoko temperaturo in visoko vlažnostjo. V okolici glavnega mesta Bluefields na tem območju se poleg uradne španščine pogosto govori angleško. Prebivalstvo je bolj podobno prebivalstvu v številnih tipičnih karibskih pristaniščih kot preostali Nikaragvi.
Opaziti je mogoče veliko različnih ptic, vključno z orli, tukani, papagaji in ara. Drugi živalski svet na tem območju vključuje različne vrste opic, mravljinčarjev, belorepih jelenov in tapirjev.

### Rastlinstvo in živalstvo
Nikaragva je dom bogate raznolikosti rastlin in živali. Nikaragva leži sredi obeh Amerik in ta privilegirana lokacija je državi omogočila, da služi kot gostiteljica velike biotske raznovrstnosti. Ta dejavnik, skupaj z vremenom in lahkimi višinskimi variacijami, omogoča, da država prebiva 248 vrst dvoživk in plazilcev, 183 vrst sesalcev, 705 vrst ptic, 640 vrst rib in približno 5796 vrst rastlin.
Območje velikih gozdov je na vzhodni strani države. Deževne gozdove najdemo v departmaju Río San Juan in v avtonomnih regijah RAAN in RAAS. Ta biom združuje največjo biotsko raznovrstnost v državi in je v veliki meri zaščiten z biosfernim rezervatom Indio Maíz na jugu in biosfernim rezervatom Bosawás na severu. Nikaragovske džungle, ki obsegajo približno 9700 kvadratnih kilometrov, veljajo za pljuča Srednje Amerike in obsegajo drugi največji deževni gozd v Ameriki.
V Nikaragvi je trenutno 78 zavarovanih območij, ki pokrivajo več kot 22.000 kvadratnih kilometrov ali približno 17 % njene kopenske mase. Sem spadajo zatočišča za divje živali in naravni rezervati, ki nudijo zavetje številnim ekosistemom. V Nikaragvi je doslej razvrščenih več kot 1400 živalskih vrst, približno 12.000 vrst rastlin, približno 5000 vrst pa še ni razvrščenih.
Morski pes jezera Nikaragva (carcharhinus leucas) je vrsta morskega psa, ki lahko dlje časa preživi v sladki vodi. Najdemo ga v jezeru Nikaragva in reki San Juan. Nikaragva je pred kratkim prepovedala sladkovodni ribolov nikaragovskega morskega psa in žagaste ribe kot odziv na upadanje populacije teh živali.

### Upravna delitev
Nikaragva je enotna republika. Za upravne namene je razdeljena na 15 departmajev (departamentos) in dve samoupravni regiji (avtonomni skupnosti) po španskem modelu. Departmaji so nato razdeljeni na 153 municipios (občin). Dve avtonomni regiji sta avtonomna regija severnokaribske obale in avtonomna regija južne karibske obale, ki ju pogosto imenujemo RACCN oziroma RACCS.

## Gospodarstvo
Nikaragva je med najrevnejšimi državami v Ameriki. Njen bruto domači proizvod (BDP) po pariteti kupne moči (PKM) je bil leta 2008 ocenjen na 17,37 milijarde USD. Kmetijstvo predstavlja 15,5 % BDP, kar je najvišji odstotek v Srednji Ameriki. Nakazila predstavljajo več kot 15 % BDP Nikaragve. Skoraj milijardo dolarjev pošljejo v državo Nikaragevci, ki živijo v tujini. Gospodarstvo je leta 2011 raslo po približno 4-odstotni stopnji. Do leta 2019 je ob restriktivnih davkih in civilnem konfliktu zabeležila negativno rast v višini -3,9 %; napoved Mednarodnega denarnega sklada za leto 2020 je nadaljnji upad za 6 % zaradi COVID-19.
Omejevalni davčni ukrepi, uvedeni leta 2019, in politična kriza glede socialne varnosti so negativno vplivali na šibko javno porabo države in zaupanje vlagateljev v državni dolg. Glede na posodobljene napovedi IMF z dne 14. aprila 2020 naj bi zaradi izbruha COVID-19 rast BDP leta 2020 padla na -6 %.
Po podatkih Programa Združenih narodov za razvoj živi 48 % prebivalstva Nikaragve pod pragom revščine, 79,9 % prebivalstva živi z manj kot 2 $ na dan. Po podatkih ZN 80 % staroselcev ljudje (ki predstavljajo 5 % prebivalstva) živijo z manj kot 1 dolarjem na dan.
Nikaragva je predvsem kmetijska država; kmetijstvo predstavlja 60 % celotnega izvoza, ki letno prinese približno 300 milijonov USD. Skoraj dve tretjini pridelka kave prihaja iz severnega dela osrednjega višavja, na območju severno in vzhodno od mesta Estelí. Tobak, ki se goji v istem severnem visokogorju kot kava, je od 1990-ih postajal vse pomembnejši denarni pridelek, z letnim izvozom listov in cigar v višini okoli 200 milijonov dolarjev na leto. Erozija tal in onesnaženje zaradi obsežne uporabe pesticidov sta postala resna skrb v bombažnem okrožju. Od leta 1985 donos in izvoz upadata. Danes večina banan v Nikaragvi pridelajo v severozahodnem delu države blizu pristanišča Corinto; v istem okolišu gojijo tudi sladkorni trs. Kasava, korenovka, ki je nekoliko podobna krompirju, je pomembna hrana v tropskih regijah. Kasava je tudi glavna sestavina tapiokinega pudinga. Kmetijski sektor Nikaragve je imel koristi zaradi močnih vezi države z Venezuelo. Nekateri novi izvozno usmerjeni pridelki so bili arašidi, sezam, melone in čebula.
Ribiški čolni na karibski strani prinašajo kozice in jastoge v predelovalne obrate v Puerto Cabezas, Bluefields in Laguna de Perlas. Ribolov želv je uspeval na karibski obali, preden je propadel zaradi prekomernega izkoriščanja.
Rudarstvo postaja glavna industrija v Nikaragvi, saj prispeva manj kot 1 % BDP. Zaradi povečane okoljske skrbi glede uničevanja deževnih gozdov so uvedene omejitve glede sečnje lesa. Toda sečnja se kljub tem oviram nadaljuje; dejansko je lahko eno samo drevo trdega lesa vredno na tisoče dolarjev.
Med vojno med kontrasi, ki so jih podpirale ZDA, in vlado sandinistov v 1980-ih je bil velik del državne infrastrukture poškodovan ali uničen. Prevoz po vsej državi je pogosto neustrezen. Na primer, do nedavnega je bilo nemogoče prepotovati celotno pot po cesti od Manague do karibske obale. Nova cesta med Novo Gvinejo in Bluefieldsom je bila dokončana leta 2019 in omogoča redne avtobusne povezave s prestolnico. Elektrarna Centroamérica na reki Tuma v osrednjem višavju je bila razširjena, začeli pa so se tudi drugi projekti hidroelektrarn, da bi pomagali pri zagotavljanju električne energije novejšim industrijam v državi.
Nikaragva razmišlja o izgradnji prekopa, ki bi povezal Atlantik s Tihim oceanom, za katerega je predsednik Daniel Ortega dejal, da bo Nikaragvi dal "ekonomsko neodvisnost". Znanstveniki so izrazili zaskrbljenost glede vplivov na okolje, vendar je vlada trdila, da bo prekop koristil državi z ustvarjanjem novih delovnih mest in potencialno povečanjem letne rasti na povprečno 8 % na leto. Projekt naj bi se začel graditi decembra 2014, vendar se še ni začel.

## Naravne in kulturne znamenitosti
- Granada je mesto ob obali jezera Nikaragva, ustanovljeno leta 1524. Staro mestno jedro je bilo obnovljeno po požaru leta 1856; ima neoklasicistično stolnico in baročno cerkev La Merced. Pred mestom so otoki z bogatim ptičjim svetom in trdnjavo sv. Pavla.
- León je kulturno središče države in do leta 1855 glavno mesto. Ima lepo ohranjeno mestno jedro s špansko kolonialno arhitekturo, največjo stolnico v Srednji Ameriki, ki je del Unescove svetovne dediščine.[80] nadškofijsko palačo, rojstno hišo pesnika Rubéna Daría.
- Ruševine León Viejo (stari León) so razvaline starega Leóna, ustanovljenega leta 1524. Mesto je leta 1610 uničil potres, zato so ga preselili. Je del svetovne dediščine Unesca.[81]
- Managua je glavno mesto države na bregu jezera Managua, skoraj povsem uničeno v potresu leta 1972. V središču mesta so Plaza de la Revolución, Narodna palača, stolnica in Narodni muzej.
- Ometepe je največji otok v jezeru Nikaragva, sestavljen iz dveh povezanih ognjenikov; delujoči Concepción (1610 m) in Maderas (1394 m). Je tudi Unescov biosferni rezervat.[82]
- Narodni park Volcán Masaya na istoimenskem ognjeniku z veliko kaldero in številnimi solfatarami.